# Charles H. Schneer
Charles H. Schneer (ur. 5 maja 1920 r. w Norfolk (Wirginia), zm. 21 stycznia 2009 r. w Boca Raton) – amerykański producent filmowy. Był jednym z pionierów w stosowaniu efektów specjalnych.

## Filmografia

### Produkcja
- 1981: Zmierzch tytanów (Clash of the Titans)
- 1974: Podróż Sindbada do Złotej Krainy (The Golden Voyage of Sinbad)
- 1970: Egzekutor (The Executioner)
- 1969: The Valley of Gwangi
- 1969: Land Raiders
- 1967: Half a Sixpence
- 1965: You Must Be Joking!
- 1963: Siege of the Saxons
- 1961: Mysterious Island
- 1960: Wernher von Braun
- 1959: Good Day for a Hanging
- 1959: Battle of the Coral Sea
- 1958: Siódma podróż Sindbada (The 7th Voyage of Sinbad)
- 1958: Tarawa Beachhead
- 1957: 20 milionów mil do Ziemi (20 Million Miles to Earth)
- 1957: Hellcats of the Navy
- 1956: Latające talerze (Earth vs. the Flying Saucers)
- 1955: To przyszło z głębin morza (It Came from Beneath the Sea)